# Кореневская
Кореневская — опустевшая деревня в Вельском районе Архангельской области. Входит в состав   Муниципального образования «Хозьминское».

## География
Деревня расположена в южной части Архангельской области, в таёжной зоне, в пределах северной части Русской равнины, в 53 километрах на северо-запад от города Вельска, на левом берегу реки Елюга притока Вели. Ближайшие населённые пункты: на севере нежилая деревня Ексинская.
Часовой пояс
Кореневская, как и вся Архангельская область, находится в часовой зоне МСК (московское время). Смещение применяемого времени относительно UTC составляет +3:00.

## Население
| 2002 | 2010 | 2012 | 2014 |
| ---- | ---- | ---- | ---- |
| 0    | →0   | →0   | →0   |

## История
Указана в «Списке населённых мест по сведениям 1859 года» в составе Вельского уезда(1-го стана) Вологодской губернии под номером «2236» как «Коренево(Нижняя)». Насчитывала 13 дворов, 57 жителей мужского пола и 51 женского.
В материалах оценочно-статистического исследования земель Вельского уезда упомянуто, что в 1900 году в административном отношении деревня входила в состав Смольянского сельского общества Есютинской волости. На момент переписи в селении Коренево, (Нижняя) находилось 26 хозяйств, в которых проживало 90 жителей мужского пола и 84 женского.

## Достопримечательности
Часовня  Объект культурного наследия № 2900001038   - Деревянная часовня, построенная в 1849 г. Была приписана к Григоровской Николаевской церкви (деревня Гридинская).